# Сустдейнен
Сустдейнен (нід. Soestduinen) — селище в нідерландській провінції Утрехт. Входить до муніципалітету Суст.
Його площа становить 2,33 км², а населення станом на 2021 рік складало 170 осіб.
Перша згадка про населений пункт датується 1936 роком.

## Галерея

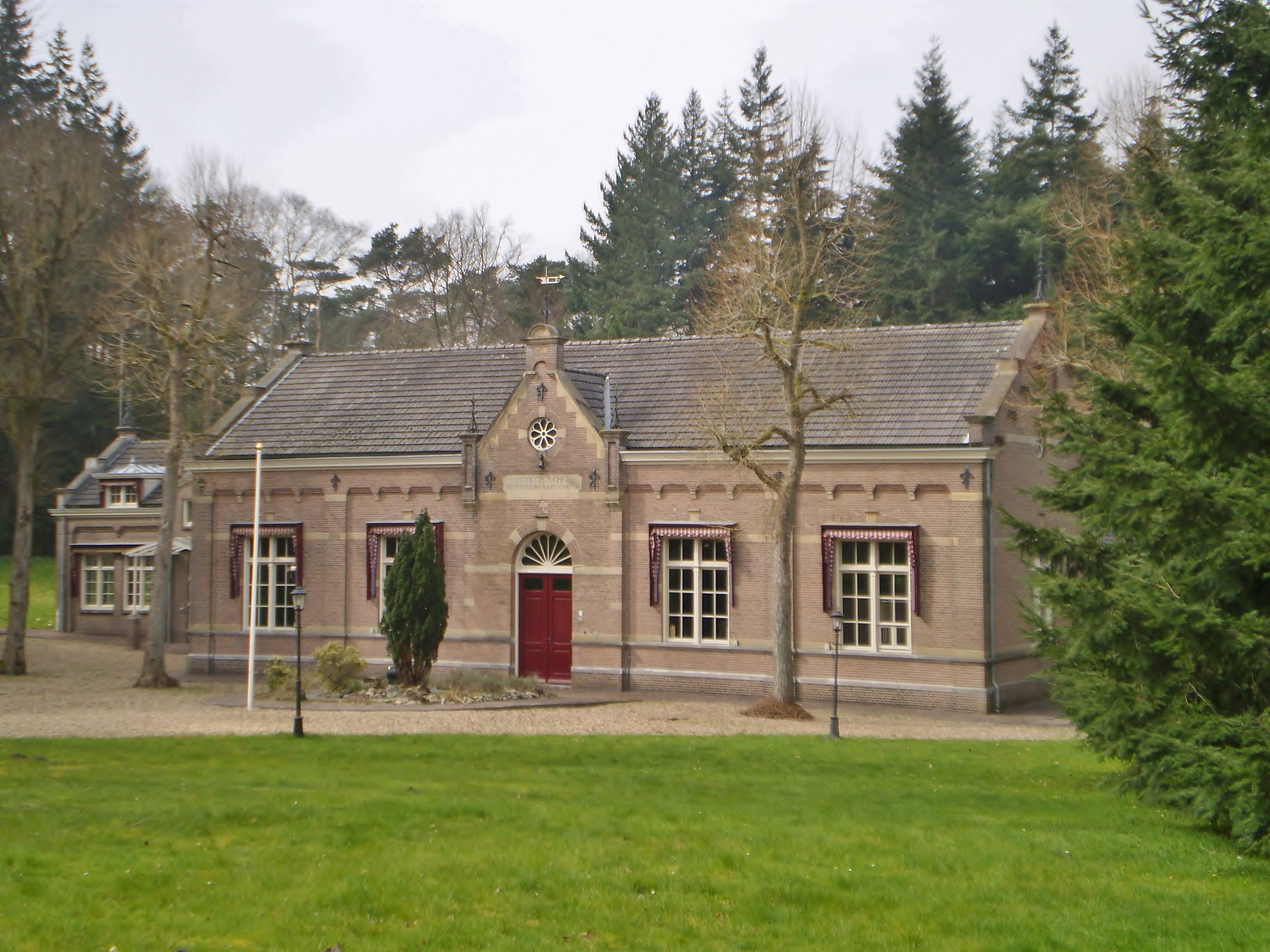
Насосна станція
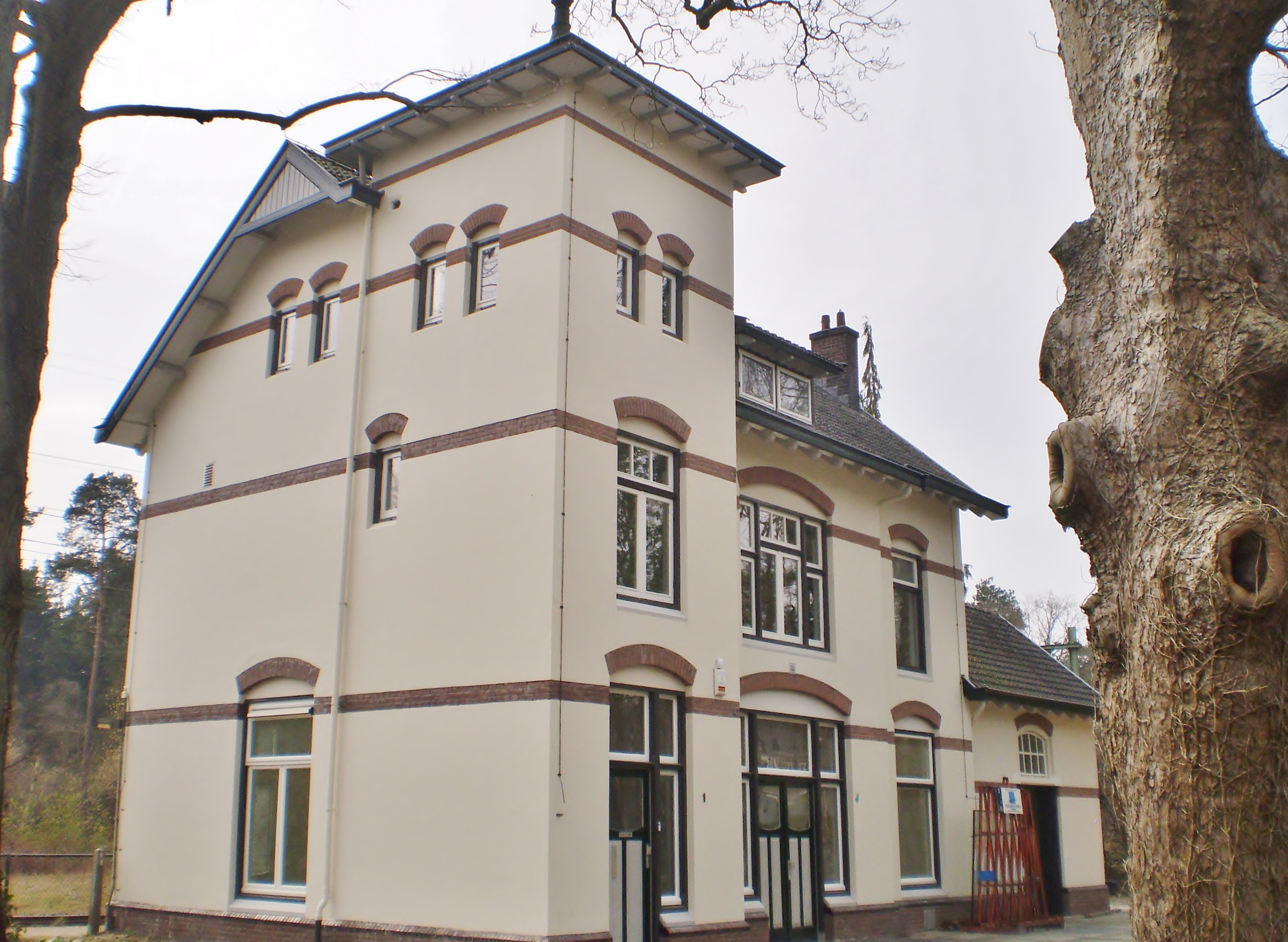
Будівля колишньої залізничної станції
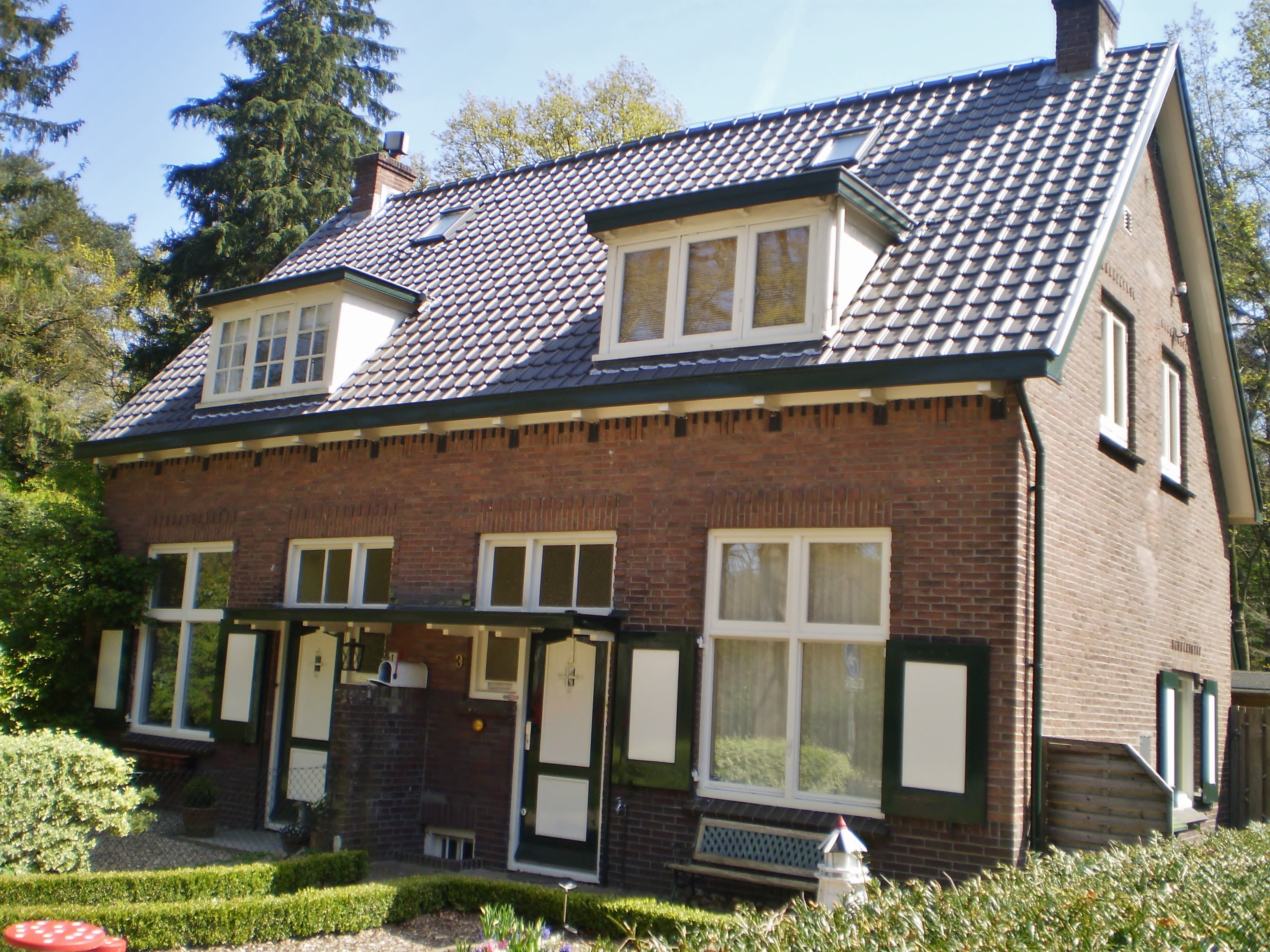
Будинки в селищі
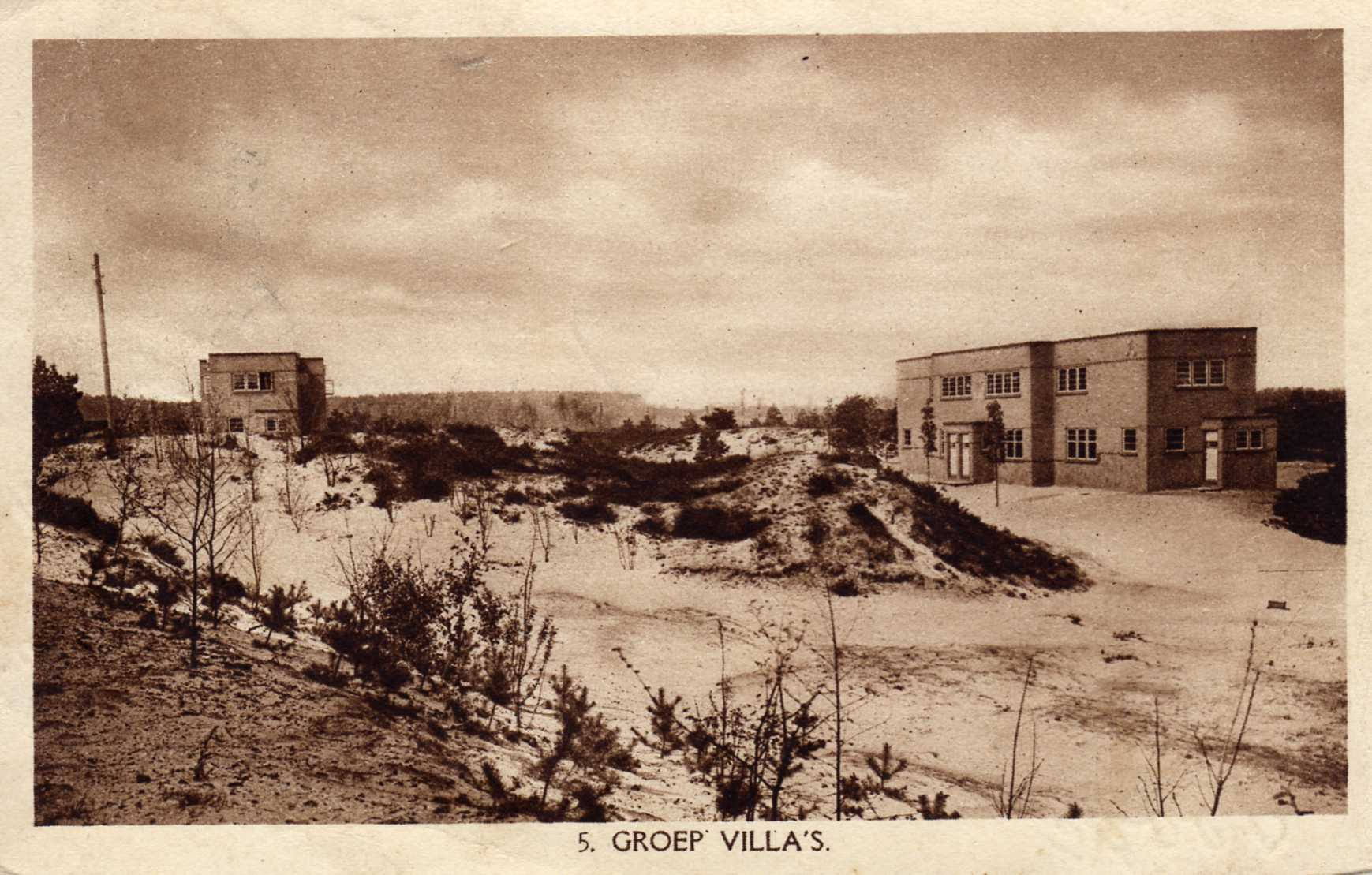
Історична листівка з видом Сустдейненв